# نشانه گریفیث
نشانهٔ گریفیث (انگلیسی: Griffith's sign) نشانه‌ای بالینی است که در آن کندی حرکت پلک زیرین هنگامی که چشم‌ها به سمت بالا نگاه می‌کنند، دیده می‌شود. این نشانه در گریوز آفتالموپاتی دیده می‌شود.